# Leporano
Leporano (Lupràne in dialetto locale) è un comune italiano di 8 194 abitanti della provincia di Taranto in Puglia. Fa parte, come tutti i comuni della fascia orientale della provincia ionica, della regione geografica del Salento.

## Storia
L'origine del toponimo Leporano è incerta. Secondo alcuni discende da un leprarium romano (da qui la presenza di una lepre sullo stemma cittadino).
Il primo nucleo abitativo di Leporano risalirebbe al 736. Ma il tratto di mare oggi Marina di Leporano fu l’ultimo compiuto nel 706 a.C. dalla flotta di Falanto per lo sbarco nella baia oggi di Saturo e la fondazione di Taras (Taranto), prima e unica colonia spartana dell'Italia meridionale, che quindi trae il suo mito di fondazione proprio dal territorio leporanese.
A lungo dipendente dal comune di Pulsano, ottenne l'autonomia nel 1820, pur mantenendo il sindaco in comune ancora per diversi anni.

## Monumenti e luoghi d'interesse
- Castello Muscettola.
- Chiesa Madre Maria Santissima Immacolata (1743), nella quale è ospitata una scultura lignea di sant'Emidio, patrono del paese, risalente al 1750.
- Parco Archeologico di Saturo, sito archeologico di Punta Perone, tra la spiaggia di Porto Pirrone e quella di Saturo, ricco di testimonianze archeologiche dell'omonimo centro urbano, in passato fra i più rilevanti dell'area tarantina. Nel sito è possibile visitare i resti di un'antica villa romana (III secolo), la Torre di Saturo (XVI secolo) e altri resti che risalgono ad un periodo storico che va dal XVI secolo a.C. fino alla seconda guerra mondiale.
- Acquedotto romano.
- Acquedotto rinascimentale.

## Società

### Evoluzione demografica
Abitanti censiti

Al 1° gennaio 2022 risiedevano a Leporano 98 cittadini stranieri.

### Lingue e dialetti
Il dialetto leporanese, che per lessico e pronuncia delle vocali toniche presenta molte caratteristiche del salentino, con il dialetto tarantino e gli altri dialetti di transizione apulo-salentini ha in comune la pronuncia delle vocali toniche; ad esempio, il nome del paese è reso come Lupranë e non Lupranu, come suonerebbe in bocca ad un abitante di Pulsano o di Grottaglie. In particolare, in un'inchiesta compiuta nel 1967 da Giovan Battista Mancarella, la realtà linguistica si presentava già allora decisamente composita e particolare: il linguista ebbe infatti modo di riportare come «la popolazione parla normalmente il dialetto, e si distingue dai paesi viciniori per uno spiccato accento tarentino. Il dialetto di Leporano pur essendo fondamentalmente simile a quello di Pulsano, tende a smorzare le vocali finali non accentate e ad allungare molto le vocali toniche».
Le caratteristiche più salienti sono le seguenti:
- l’indebolimento delle vocali atone finali con conseguente riduzione di -e, -i, -o a [ə] (pilë [ˈpilə] ʻpeloʼ), fino alla cancellazione (vrazzë [raʦː] ‘braccio’). Questo esito coinvolge anche le pretoniche e le postoniche non finali, in particolare se si trovano vicino a -l o -r (furmichëla [furˈmikəla] ʻformicaʼ). Tuttavia, come già notato da Mancarella, fa eccezione la vocale atona -a che si conserva come ad Ostuni (pala [ˈpala] ʻpalaʼ), con un’eventuale palatalizzazione; Leporano risulta così essere il centro più meridionale di tutta la Puglia in cui è presente lo schwa, perché già nella confinante Pulsano vigono condizioni interamente salentine, cioè con la permanenza anche di -u ed -i;
- le vocali Ĕ e Ŏ tendono invece al dittongamento tipicamente tarantino rispettivamente in -je (LECTU > lièttë [ˈljetːə]) o -ue (SOMNU > suènnë [ˈswenːə], OLEU > uègghjë [ˈweɡːjə], OCŬLU > uècchjë [ˈwekːjə]). Gli esiti delle brevi chiuse sono infine aperti e resistono all’anafonesi (spògna [ˈspoɲːa] ‘spugna’, lènga [ˈleŋɡa] ‘lingua’);
- tra i fenomeni consonantici più evidenti ritroviamo la desonorizzazione delle occlusive iniziali (dentali: Tra i fenomeni consonantici più evidenti ritroviamo la desonorizzazione delle occlusive iniziali (dentali: tèntë [ˈtentə] ʻdenteʼ, tòjë [ˈtojə] ʻdueʼ) e intervocaliche sonore (dentali: còta [ˈkota] ʻcodaʼ, crùtë [ˈkrutə] ʻcrudoʼ). L’occlusiva velare sonora può palatalizzarsi: jaddina [jaˈdːina] ʻgallinaʼ. inoltre sono presenti casi di anaptissi negli esiti di L+C in parole come cavëtë [ˈkavətə] ʻcaldoʼ, favëzë [ˈfavəsə] ʻfalsoʼ, o di rotacismo, come in curtièddë [kurˈtjedːə] ‘coltello’ o vòrpë [ˈvorpə] ‘volpe’.
- in linea con i dialetti di questa fascia, i nessi latini nd e mb subiscono un’assimilazione progressiva: nd > nn, come in mùnnë [ˈmunːə] ʻmondoʼ, e mb > mm, come in chiùmmë [ˈkjumːə] ʻpiomboʼ. Come per i dialetti salentini di questa fascia LL dà come esito un’occlusiva dentale sonora (cirvièddë [ʧirˈvjedːə] ʻcervelloʼ o cipòdda [ʧiˈpodːa] ʻcipollaʼ).
- a differenza del tarantino, e similmente invece al Salento, la serie di articoli è cosiddetta «forte»: lu, la, l’invece di u, a, i.

Concludendo, è da presumere pertanto che il dialetto originario parlato a Leporano fosse di tipo prettamente salentino come quello di Pulsano ed altri centri limitrofi, e che solo nell'ultimo secolo abbia subito un sensibile influsso dalla vicina Taranto, dovuto alla posizione geografica assai contigua ed al continuo interscambio con il capoluogo: il processo di progressiva assimilazione al tarantino si sta inoltre accentuando tra le generazioni più giovani, che frequentano Taranto per motivi scolastici, lavorativi e di svago. Inoltre, la parte più settentrionale di Leporano (Gandoli) tende ormai a costituire un'unica area urbana con Taranto, e fa registrare un crescente numero di tarantini che decidono di stabilirvi la propria residenza, con evidenti ripercussioni sul tessuto linguistico locale.

## Cultura
A Leporano è presente una sede coordinata dell'Accademia Musicale Mediterranea, fondata nel 1996 dal pianista Cosimo Damiano Lanza.
Dal 1987 Il Comune organizza il premio letterario Saturo d'Argento. Ogni estate si svolge la manifestazione Estate Leporanese presso il Castello Muscettola.

## Economia

### Turismo

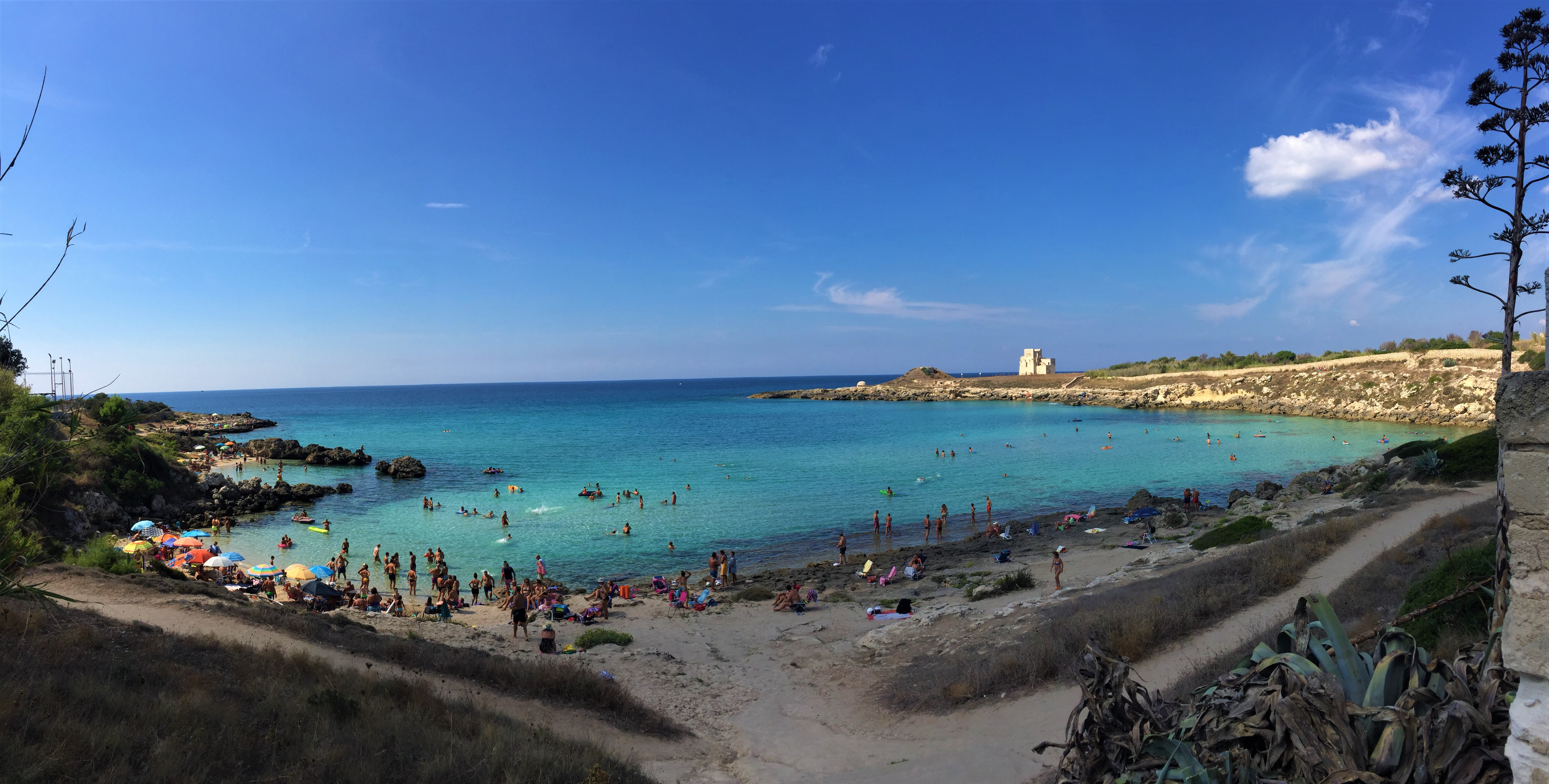
Spiaggia di Marina di Leporano.

Grazie al lungo litorale sabbioso, sul quale si contano le spiagge di Gandoli (Cattaneo, Santomaj, Lido, Vital, Case bianche), Saturo (Canneto), Porto Pirrone e Baia d'Argento, Saguerra, Luogovivo, Amendola, Leporano è una delle più frequentate e apprezzate località turistiche dello Ionio salentino. nel 2023 ha ottenuto la Bandiera Blu  da parte della Foundation for Environmentale Education (FEE).

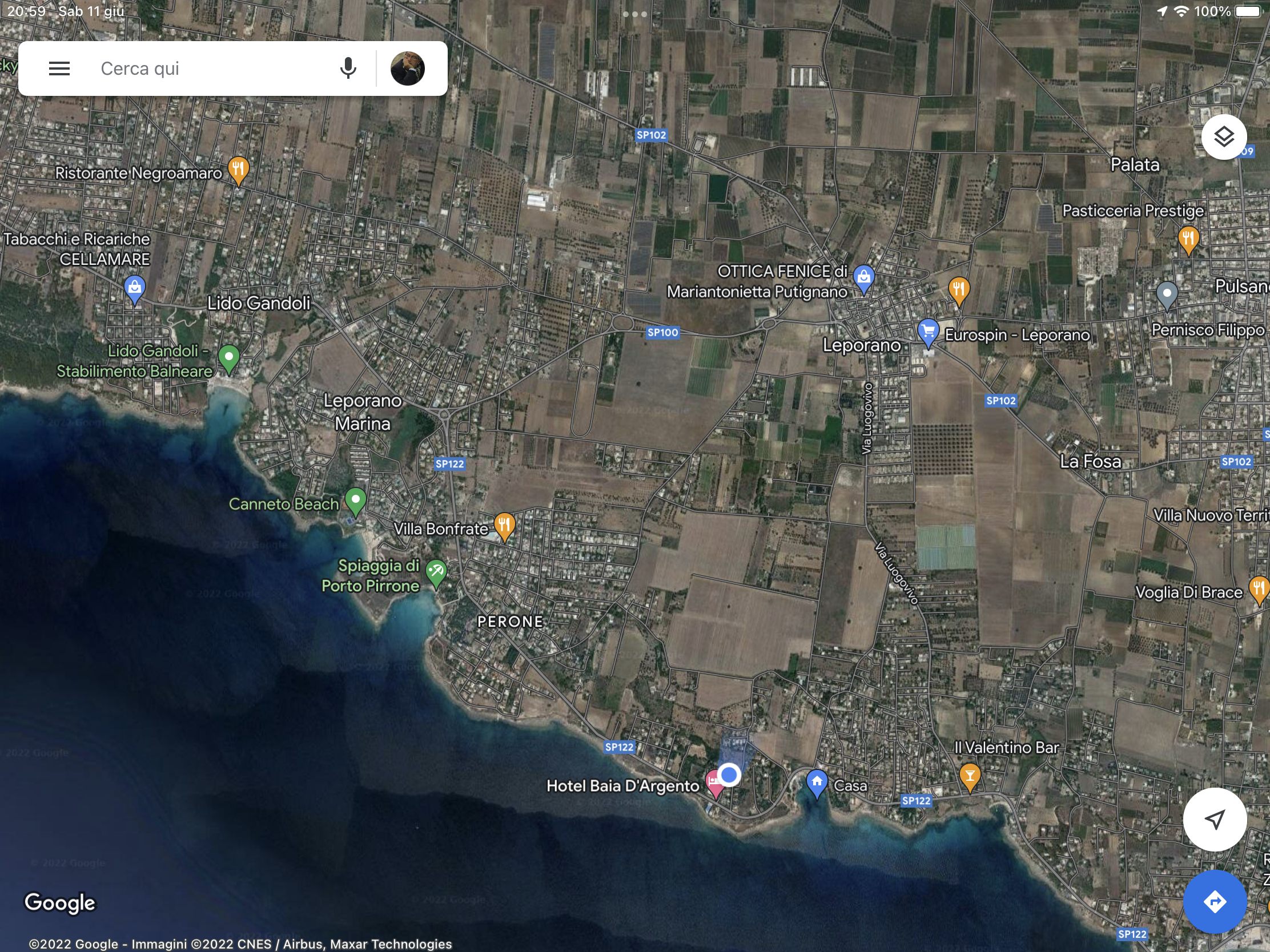

## Infrastrutture e trasporti

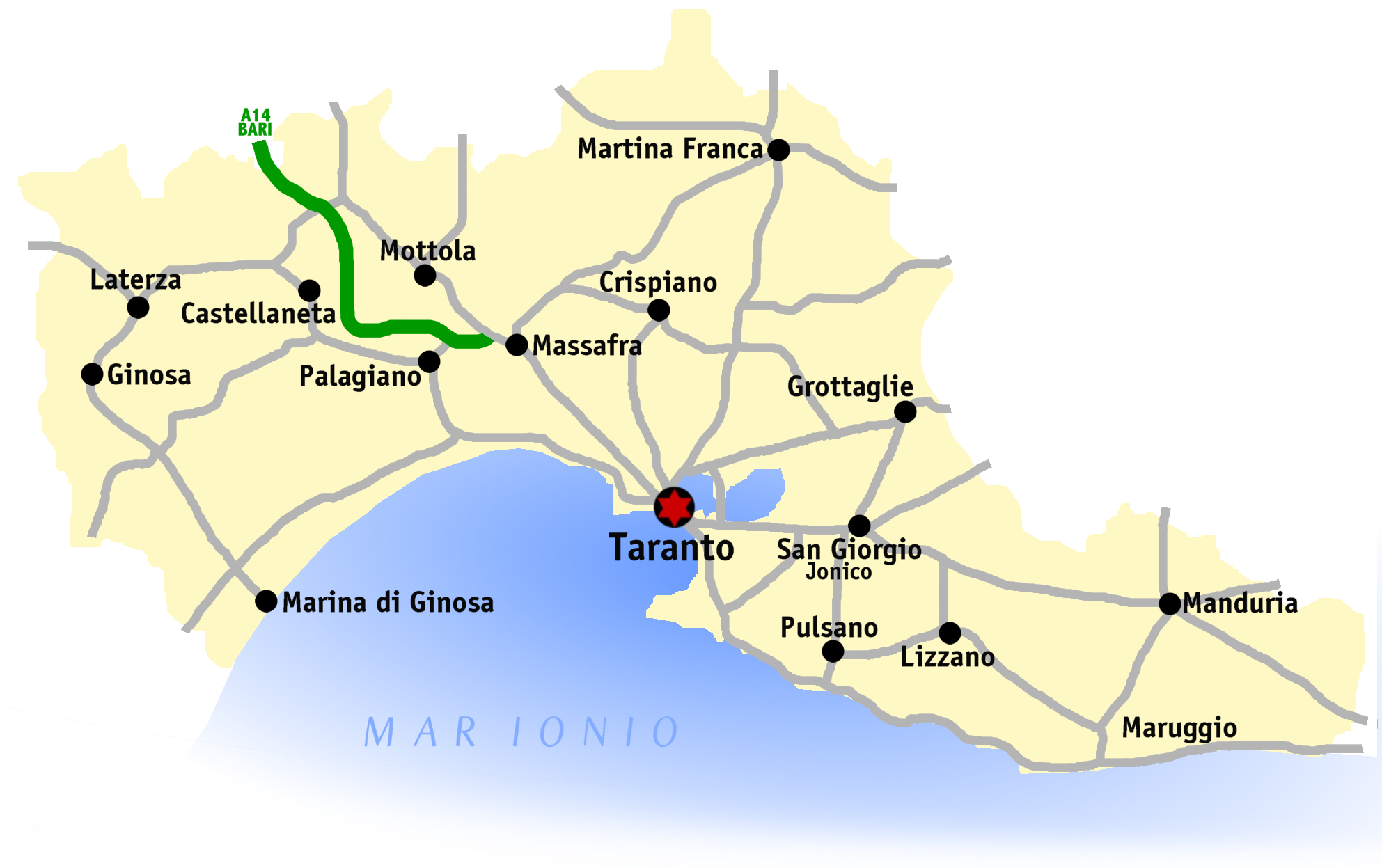
Collegamenti della Provincia di Taranto

Leporano è collegata a Taranto mediante la strada provinciale 100 e a Talsano mediante la strada provinciale 102. Dalla località Saturo ha inizio la Litoranea Salentina (strada provinciale 122) che congiunge le località marine della costa ionica.

## Amministrazione

Gonfalone civico

| Periodo          | Periodo          | Primo cittadino           | Partito                                                        | Carica              | Note   |
| ---------------- | ---------------- | ------------------------- | -------------------------------------------------------------- | ------------------- | ------ |
| 26 maggio 1985   | 27 giugno 1990   | Aldo Antonio Carlo D'Elia | Democrazia Cristiana                                           | Sindaco             | [ 11 ] |
| 27 giugno 1990   | 10 agosto 1994   | Valentino De Filippis     | Partito Democratico della Sinistra, Partito Comunista Italiano | Sindaco             | [ 11 ] |
| 10 agosto 1994   | 21 novembre 1994 | Roberto Carucci           |                                                                | Comm. pref.         | [ 11 ] |
| 21 novembre 1994 | 30 novembre 1998 | Aldo Antonio Carlo D'Elia | Partito Popolare Italiano                                      | Sindaco             | [ 11 ] |
| 30 novembre 1998 | 27 maggio 2003   | Aldo D'Elia               | centro-destra                                                  | Sindaco             | [ 11 ] |
| 7 giugno 2003    | 15 aprile 2008   | Domenico Pavone           | Unione di Centro                                               | Sindaco             | [ 11 ] |
| 15 aprile 2008   | 27 maggio 2013   | Domenico Pavone           | lista civica                                                   | Sindaco             | [ 11 ] |
| 27 maggio 2013   | 3 marzo 2014     | Vito Di Taranto           | lista civica Insieme per Leporano                              | Sindaco             | [ 11 ] |
| 3 marzo 2014     | 1º giugno 2015   | Maria Luisa Ruocco        |                                                                | Comm. straordinario | [ 11 ] |
| 1º giugno 2015   | 16 novembre 2018 | Angelo D'Abramo           | lista civica Leporano futura                                   | Sindaco             | [ 11 ] |
| 27 maggio 2019   | 23 agosto 2021   | Vincenzo Damiano          | lista civica Progetto comune                                   | Sindaco             |        |
| 23 agosto 2021   | 13 giugno 2022   | Rosa Maria Padovano       |                                                                | Comm. straordinario |        |
| 13 giugno 2022   | in carica        | Vincenzo Damiano          | lista civica                                                   | Sindaco             |        |

## Sport
La principale squadra di calcio della città era l'A.S.D. Leporano Calcio che militava nel girone B pugliese di Promozione.
Al termine della stagione 2015-16 ha ceduto il titolo sportivo di Prima Categoria Pugliese all'ASD Talsano di Taranto..
La squadra di pallavolo Vibrotek Volley milita nel campionato di Serie C Maschile dove al termine del campionato 2021/2022 ha conquistato il secondo posto con l’accesso ai play off promozione.